# Козин (Кировская область)
 Козин  — опустевшая деревня в Санчурском муниципальном округе Кировской области.

## География
Расположена на расстоянии примерно 8 км по прямой на восток-северо-восток от райцентра поселка Санчурск.

## История
Известна была с 1721 года как деревня Козино князя Василия Голицына, в 1727 году 18 душ мужского пола, в 1748 Акинфия Демидова, позже его родственников. В конце XVIII века на карте отмечался как починок Коробов. В 1873 году здесь (уже починок Козин) дворов 25 и жителей 188, в 1905 (деревня Козина) 50 и 293, в 1926 (Козино или Козин) 58 и 231, в 1950 32 и 108, в 1989 5 жителей. Настоящее название утвердилось с 1998 года. С 2006 по 2019 год входила в состав Городищенского сельского поселения.

## Население
Постоянное население составляло 2 человека (русские 100%) в 2002 году, 0 в 2010.